# Đuôi cụt mào
Đuôi cụt mào, tên khoa học Pitta sordida, là một loài chim trong họ Pittidae.
Đây là loài phổ biến ở miền đông và đông nam châu Á và Đông Nam Á đại dương, nơi chúng sinh sống trong các loại rừng khác nhau, cũng như trên các đồn điền và các khu vực trồng trọt khác.
Đuôi cụt mào có thể đạt chiều dài từ 16–19 cm và trọng lượng 42-70 g. Chế độ ăn uống của chúng bao gồm các loài côn trùng khác nhau (cả ấu trùng của chúng), mà chúng săn bắt trên mặt đất, và quả mọng. Trong thời kỳ sinh sản, kéo dài từ tháng 2 đến tháng 8, chúng làm tổ trên mặt đất; cả chim cha và chim mẹ chăm sóc trứng và chim non.

## Hình ảnh

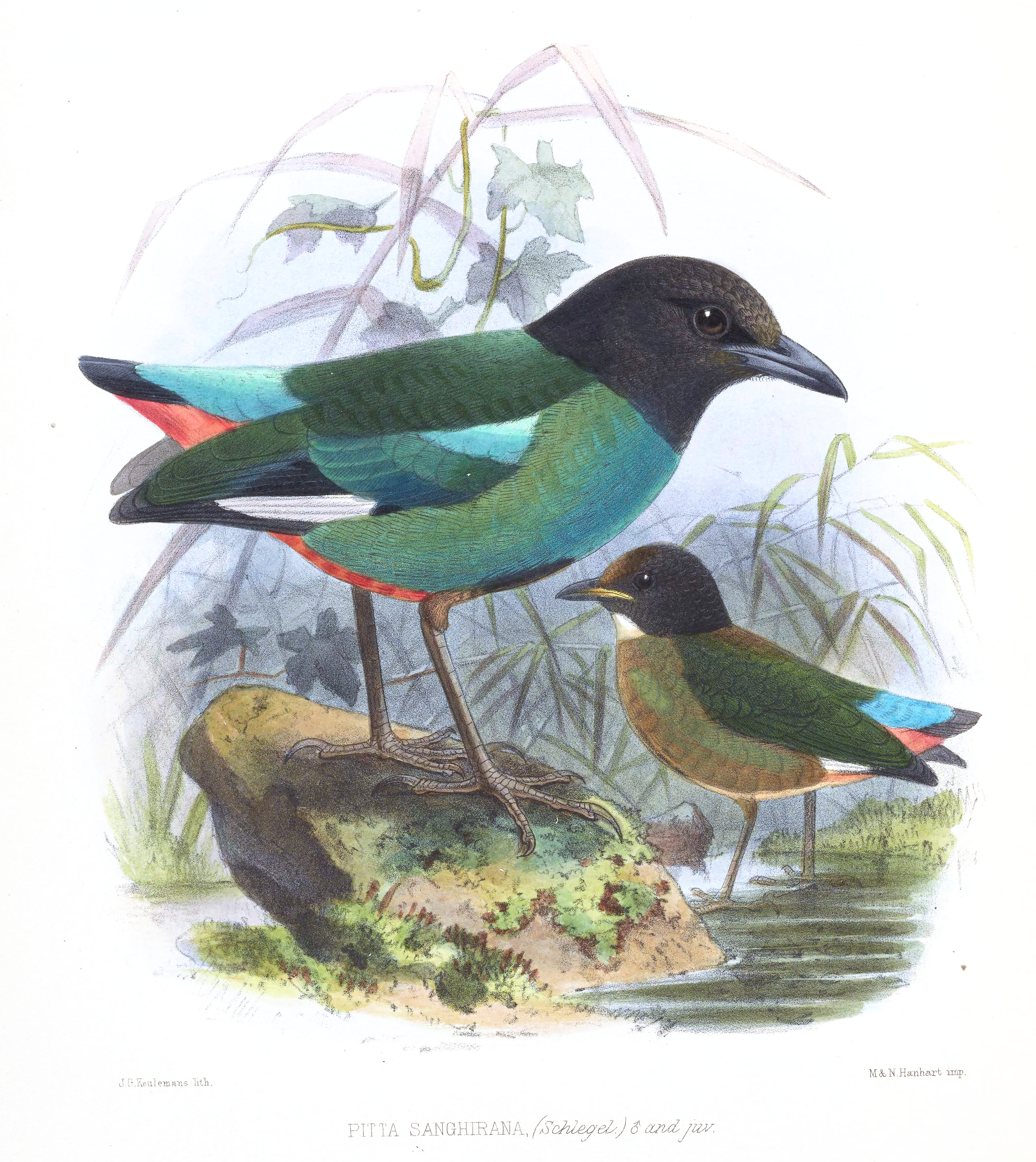
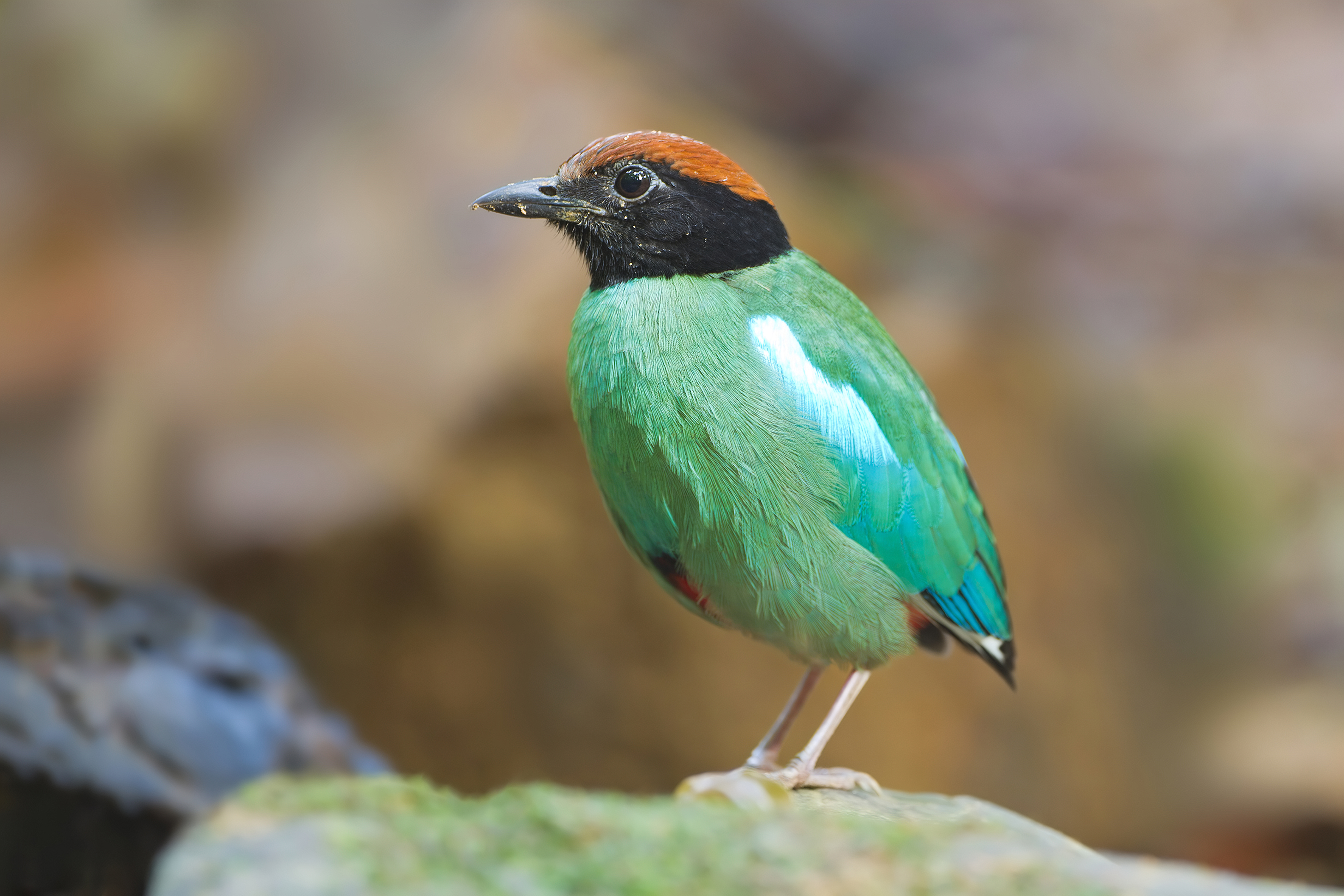